# مايه-باشي
مايه-باشي (باليابانية: 前橋市) هي عاصمة غونما في اليابان.
تأسست المدينة في 1 أبريل 1892 من قبل السامورايي كاواي ماكوبا. يوم 5 ديسمبر 2004، مدن أوغو، كاسوكاوا، ومياجي من مقاطعة سيتا اندمجت مع مايباشي. وعقب هذا الاندماج، في 1 أبريل 2010، بلغ عدد سكان المدينة 338077 نسمة لكثافة 1315 لكل كيلومتر مربع. وتبلغ المساحة الإجمالية للمدينة 311,64 كلم².

## جغرافيا
تقع مدينة مايه-باشي عند سفوح جبل أكاغي في شمال غرب سهل كانتو. ويمر نهر تونه ثاني أكبر أنهار اليابان في الجزء الغربي من المدينة.

## المناخ
يظهر الجدول التالي التغييرات المناخية على مدار السنة لمايه-باشي:
| البيانات المناخية لـمايه-باشي                       | البيانات المناخية لـمايه-باشي | البيانات المناخية لـمايه-باشي | البيانات المناخية لـمايه-باشي | البيانات المناخية لـمايه-باشي | البيانات المناخية لـمايه-باشي | البيانات المناخية لـمايه-باشي | البيانات المناخية لـمايه-باشي | البيانات المناخية لـمايه-باشي | البيانات المناخية لـمايه-باشي | البيانات المناخية لـمايه-باشي | البيانات المناخية لـمايه-باشي | البيانات المناخية لـمايه-باشي | البيانات المناخية لـمايه-باشي |
| الشهر                                               | يناير                         | فبراير                        | مارس                          | أبريل                         | مايو                          | يونيو                         | يوليو                         | أغسطس                         | سبتمبر                        | أكتوبر                        | نوفمبر                        | ديسمبر                        | المعدل السنوي                 |
| --------------------------------------------------- | ----------------------------- | ----------------------------- | ----------------------------- | ----------------------------- | ----------------------------- | ----------------------------- | ----------------------------- | ----------------------------- | ----------------------------- | ----------------------------- | ----------------------------- | ----------------------------- | ----------------------------- |
| الدرجة القصوى °م (°ف)                               | 22.0 (71.6)                   | 24.6 (76.3)                   | 27.1 (80.8)                   | 32.4 (90.3)                   | 36.5 (97.7)                   | 38.3 (100.9)                  | 40.0 (104.0)                  | 39.1 (102.4)                  | 38.1 (100.6)                  | 33.0 (91.4)                   | 26.6 (79.9)                   | 23.5 (74.3)                   | 40.0 (104.0)                  |
| متوسط درجة الحرارة الكبرى °م (°ف)                   | 8.4 (47.1)                    | 8.9 (48.0)                    | 12.1 (53.8)                   | 18.0 (64.4)                   | 22.4 (72.3)                   | 25.4 (77.7)                   | 28.9 (84.0)                   | 30.1 (86.2)                   | 25.9 (78.6)                   | 20.7 (69.3)                   | 15.8 (60.4)                   | 11.0 (51.8)                   | 19.0 (66.2)                   |
| متوسط درجة الحرارة الصغرى °م (°ف)                   | −1.8 (28.8)                   | −1.3 (29.7)                   | 1.5 (34.7)                    | 7.1 (44.8)                    | 11.7 (53.1)                   | 16.6 (61.9)                   | 20.9 (69.6)                   | 21.8 (71.2)                   | 18.0 (64.4)                   | 11.5 (52.7)                   | 5.7 (42.3)                    | 0.8 (33.4)                    | 9.4 (48.9)                    |
| أدنى درجة حرارة °م (°ف)                             | −11.8 (10.8)                  | −9 (16)                       | −7.8 (18.0)                   | −3.1 (26.4)                   | 0.3 (32.5)                    | 6.0 (42.8)                    | 11.9 (53.4)                   | 13.6 (56.5)                   | 8.4 (47.1)                    | 0.6 (33.1)                    | −3.5 (25.7)                   | −7.4 (18.7)                   | −11.8 (10.8)                  |
| الهطول مم (إنش)                                     | 24.3 (0.96)                   | 34.1 (1.34)                   | 54.1 (2.13)                   | 79.5 (3.13)                   | 103.1 (4.06)                  | 161.5 (6.36)                  | 189.7 (7.47)                  | 190.9 (7.52)                  | 204.1 (8.04)                  | 121.5 (4.78)                  | 46.2 (1.82)                   | 24.1 (0.95)                   | 1٬233٫1 (48.56)               |
| متوسط تساقط الثلوج سم (إنش)                         | 6.5 (2.6)                     | 7.9 (3.1)                     | 4.5 (1.8)                     | 0.5 (0.2)                     | 0.0 (0.0)                     | 0.0 (0.0)                     | 0.0 (0.0)                     | 0.0 (0.0)                     | 0.0 (0.0)                     | 0.0 (0.0)                     | 0.0 (0.0)                     | 0.9 (0.4)                     | 20.3 (8.1)                    |
| متوسط الرطوبة النسبية (%)                           | 57.0                          | 56.2                          | 56.6                          | 61.7                          | 67.7                          | 75.2                          | 79.3                          | 78.9                          | 79.4                          | 73.4                          | 65.6                          | 59.8                          | 67.6                          |
| ساعات سطوع الشمس الشهرية                            | 214.6                         | 198.2                         | 218.1                         | 203.7                         | 206.0                         | 148.8                         | 157.7                         | 185.3                         | 136.3                         | 163.4                         | 184.0                         | 204.4                         | 2٬220٫5                       |
| المصدر #1: وكالة الأرصاد الجوية اليابانية           |                               |                               |                               |                               |                               |                               |                               |                               |                               |                               |                               |                               |                               |
| المصدر #2: وكالة الأرصاد الجوية اليابانية (records) |                               |                               |                               |                               |                               |                               |                               |                               |                               |                               |                               |                               |                               |

## توأمة
لمايه-باشي اتفاقيات توأمة مع كل من:
- أورفييتو
- برمنغهام

## أعلام
- هاجيمي هوسوغاي
- مينوري ساتو
- هيروكي هاتوري
- ميتسونوري فوشيجوتشي
- نوبويوكي كوجيما